# Чутулешть
Чутулешть (рум. Ciutulești) — село у Флорештському районі Молдови. Адміністративний центр однойменної комуни, до складу якої також входять села Іон-Воде, Мерінешть та Сирбешть.

## Населення
За даними перепису населення 2004 року у селі проживали 2307 осіб.
Національний склад населення села:
| Національність       | Кількість осіб | Відсоток   |
| -------------------- | -------------- | ---------- |
| молдавани румуни     | 2278 12        | 98,7% 0,5% |
| українці             | 6              | 0,3%       |
| росіяни              | 4              | 0,2%       |
| гагаузи              | 2              | 0,1%       |
| болгари              | 2              | 0,1%       |
| інша / без відповіді | 3              | 0,1%       |
| Всього               | 2307           | 100%       |